# Хаджи Христо Българин
Хаджи Христо Българин е български революционер, командир от гръцката война за независимост (1821 – 1832).
За заслугите му към каузата за свободата на Гърция получава чин генерал от гръцката армия, а по-късно участва в изграждането на свободна Гърция, т.е. Кралство Гърция. Пръв командир на гръцката кавалерия.

## Биография
Хаджи Христо е роден във воденското село Нисия, тогава в Османската империя, което според гръцка енциклопедия е „българска покрайнина“. Става конен командир в египетската армия на Мехмед али и после Хуршид Ахмед паша. Според други източници е родом от Татар Пазарджик.
Бащата и братът на Христо – Ставро загиват в бой с османците по време на Първото сръбско въстание през 1806 г. Христо също взима участие във въстанието, но след неуспеха му бяга в Босна, а от там през Венеция, Родос и Кипър се прехвърля в Александрия. Постъпва на служба при албанеца Мехмед Али паша, валия на Египет. Отличава се по време на службата с храбростта си в сраженията с непокорните на властта арабски племена, за което се сдобива с прозвището „шахин“ /ястреб/. По-късно преминава на служба в Сирия, където служи при Хуршид паша. Пашата е назначен от султана за управител на Пелопонес. С него и Хаджи Христо се отзовава в Морея.
При обсадата на Триполица Хаджи Христо минава на страната на въстаналите гърци, оглавявайки като опитен командир голям отряд от българи. През лятото на 1822 г. печели решителната за въстаниците битка при теснините Дервенаки, водени от бившия хайдушки войвода Теодорос Колокотронис, разгромявайки 40-хилядната османска армия, изпратена да потуши гръцкото въстание. В мемоарите на Колокотронис се споменава, че сражението е спечелено благодарение на войнските умения на Хаджи Христо, който с ловък маньовър се озовава начело на отряд в тила на османските войски. На 23 май 1824 г. Хаджи Христо е произведен в чин генерал от гръцката армия. През същата година, по негово предложение е извършена реорганизация на гръцката войска, като конницата придобива статут на самостоятелна част и е оглавена от него.

## Участие в гръцкото въстание
Хаджи Христо е приет радушно от водачите на въстанието Теодорос Колокотронис и Александър Ипсиланти. Това му дава възможност да организира български отряд във войната. Личната му храброст и командирски качества се проявяват при овладяването на крепостта Триполица на 23 септември 1821 г. На неговия отряд се пада главната заслуга са разгрома на войските на Махмуд Драмали паша. По-нататък се редят подвизите на Хаджи Христо в боевете при Фтиотида, Термопилите, Будница и Навплион. Голям е приносът му за победата при прохода Дервенаки, където турските войски претърпяват едно от най-тежките си поражения. Гръцкият биограф на Хаджи Христо пише: „Този отряд извърши грамадни доказани подвизи, единият от които е прословутия подвиг при Дървенаки на 26 и 27 юли 1822 г.“.

Гръцкия историк Трикупис пише: 
| „ | Водачите на двата враждуващи лагера всред гръцките въстаници вече се готвеха да се нападат. Изведнъж посред тях излязоха двама български войводи Хаджи Христо с българска кавалерия и Хаджи Стефко [от Охрид] с българската пехота и държаха приблизително този език на безумците, които щеха да се изколят: – Ние преминахме планини и долини; ние и нашите другари дойдохме с вас да се сражаваме до вас за кръста и гръцкия народ; не ви искаме никакво право за своите заслуги, които верваме сме допринесли, а ви молим да ни застреляте всички до един, преди да сте се изклали. Защото не можем да преживеем срама, да присъстваме при вашите вътрешни ежби, и то във върховния момент на войната за освобождението на вашата родина. – Благодарение на тия двама благородни души началниците на двата лагера, опомнени, се помириха, за да отблъснат веднъж опасността, която застрашаваше плодовете на толкова пролята кръв. | “ |

През 1823 г. отрядът на Хаджи Христо извоюва нова победа над турските войски при Кромиди. В боя при Наваринската крепост той попада в плен и е затворен в едно от подземията на крепостта Метони. Авторитетът му е толкова голям, че едно от условията на съюзниците на обединените бойни флоти на Русия, Англия и Франция, разгромили османския флот при Наварин, е освобождаването на Хаджи Христо. Той е посрещнат като герой на остров Егина, по това време столица на Гърция. Хаджи Христо продължава участието си в гръцката освободителна борба. Ипсиланти, който е свидетел на героизма на Хаджи Христо при обсадата на Тива, се обръща към въстаниците: „Дерзайте, нападайте и избивайте тираните. Един Караискакис загубихме, друг такъв ни изпрати богът на Гърция“.
На 23 май 1824 г. Хаджи Христо получава генералско звание и високи отличия. В правителствен декрет от 1833 г. се казва: „От днес нататък в знак на признателност част от крепостта Метони да носи името на Хаджи Христо“. А в Атина на българския герой е издигнат паметник.
След освобождението на Гърция остава в гръцката столица и взима активно участие и в гръцкия политически живот и е близък до гръцкия крал. На учредителното събрание е избран за делегат на трако-македонските българи. Умира през 1853 г. от инсулт.